# Авдолян, Альберт Аликович
Альберт Аликович Авдоля́н (род. 8 ноября 1970, Краснодарский край, СССР) — российский инвестор, бизнесмен и меценат. Создатель компании Yota, ставшей первым LTE-оператором в России. Основные активы: Эльгинское угольное месторождение, компания «А-Проперти», Угольная компания «Эльга», Фонд «Новый дом», Якутская топливно-энергетическая компания.

## Бизнес и инвестиции

### Создание Yota
В 2007 году Альберт Авдолян вместе с Сергеем Адоньевым, совладельцем фонда Telconet Capital, учредили телекоммуникационную компанию «Скартел». В 2008 году компания первой в России запустила беспроводной доступ в Интернет по технологии WiMAX под брендом Yota. Сеть была развернута в Москве и Санкт-Петербурге. В 2009 году Yota стала доступна в Уфе, Краснодаре, Сочи, Никарагуа и Белоруссии. В 2011 году компания стала первым оператором LTE в России.
В 2012 году компании «Мегафон» и «Скартел» образовали холдинг Garsdale Services. В 2013 году Альберт Авдолян и Сергей Адоньев вышли из капитала Garsdale, продав холдингу его собственные акции (фонду Telconet Capital принадлежало 13,5 % акций Garsdale).

### Гидрометаллургический завод
Осенью 2018 года Альберт Авдолян вошел в капитал группы предприятий по производству минеральных удобрений и лигатур (входили Гидрометаллургический завод, Южная энергетическая компания и Интермикс Мет), которая располагается в городе Лермонтове Ставропольского края. В 2017 году Гидрометаллургический завод приостановил свою работу из-за долгов предыдущих собственников. В 2018 году новый инвестор реструктурировал долги предприятия и погасил задолженность по заработной плате перед коллективом завода . 
Завод вновь запущен 14 ноября 2018 года. На предприятии провели модернизацию и увеличили годовую выручку. Впоследствии группа предприятий получила название Алмаз Групп. Гидрометаллургический завод стал называться Алмаз Удобрения, Южная энергетическая компания была переименована в Алмаз Энерго, а Интермикс Мет стал Алмаз Тех. В 2022 году Альберт Авдолян вышел из бизнеса по производству удобрений, продав его менеджменту «Алмаз Групп».

### Якутская топливно-энергетическая компания
В 2019 году структура Альберта Авдоляна «А-Проперти» стала владельцем Якутской топливно-энергетической компании (ЯТЭК), которую контролировал Зиявудин Магомедов до своего ареста. 16 января 2019 года Арбитражный суд Якутии ввел в отношении компании процедуру наблюдения сроком на четыре месяца — до середины мая.
В сентябре 2019 года совет директоров ЯТЭК одобрил соглашение по уступке компании в пользу «А-Проперти». «А-Проперти» стала мажоритарным акционером с 20,16 % обыкновенных акций ПАО «ЯТЭК». Акции компании ПАО «ЯТЭК» торгуются на Московской бирже. Новое руководство ЯТЭК озвучило планы по инвестированию более 4,7 млрд рублей в промышленную безопасность, экологию, ремонтно-профилактические работы и реновацию газодобывающей инфраструктуры.

### Эльгинское угольное месторождение
В начале 2020 года Альберт Авдолян завершил сделку по приобретению его компанией «А-Проперти» у ПАО «Мечел» 51% акций компаний ООО  «Эльгауголь», ООО «Эльга-Дорога» и ООО «Мечел-Транс-Восток». Данные компании являются операторами Эльгинского угольного месторождения — одного из крупнейших в России месторождений коксующегося угля, которое расположено в юго-восточной части Республики Саха (Якутия). 
После погашения оставшейся от предыдущего собственника задолженности перед ВЭБ РФ, команда Альберта Авдоляна приступила к реализации инвестиционной программы, предусматривающей увеличение добычи угля в девять, а переработки — в десять раз, а также расширение провозной способности железнодорожного пути «Эльга-Улак». В декабре 2020 года «А-Проперти» реализовала опцион на покупку 49% Эльгинского проекта у «Газпромбанка», став владельцем 100% активов Эльгинского угольного комплекса.

### Угольная компания ЭЛСИ
В июле 2022 года «А-Проперти Развитие» Альберта Авдоляна завершило консолидацию акций группы «Сибантрацит». В августе 2022 года «А-Проперти» объявила об объединении управления угольными активами в единую компанию ООО «УК Эльга-Сибантрацит» (ЭЛСИ). Новая компания ООО «УК Эльга-Сибантрацит» вошла в первую тройку российских угледобывающих компаний по объему добычи и транспортировки угля.
15 ноября 2023 года акционеры компании ООО "УК «ЭЛСИ» приняли решение о продаже предприятий сибирского дивизиона инвестору ООО «Башкирский промышленный холдинг», чтобы сосредоточить ресурсы на развитии Эльгинского угольного комплекса. В результате реструктуризации компания была переименована в ООО "УК «Эльга».
Активы компании расположены в Якутии, Хабаровском, Приморском крае и Амурской области.
Эльгинский угольный комплекс в Якутии, включает в себя группу компаний по добыче, обогащению, транспортировке и реализации коксующихся углей.
В Амурской области расположено крупнейшее на Дальнем Востоке Огоджинское месторождение. Порт «Вера» находится в Приморском крае.
Проекты компании в Хабаровском крае — порт «Эльга» и Тихоокеанская железная дорога..

## Санкции
24 февраля 2025 года, из-за российского вторжения на Украину, Авдолян внесён в санкционный список всех стран Евросоюза: 

Альберт Авдолян ― российский бизнесмен, имеющий деловые интересы в энергетическом секторе, в частности в секторе добычи угля и СПГ. Через различные компании, в частности «А-Проперти» и «Эльга Уголь», Альберт Аводлян владеет значительными долями в российском секторе энергетической инфрастуктуры, особенно в секторе угля и СПГ. Эти отрасли экономики являются существенным источником дохода для Правительства РФ— «Официальный журнал Европейского союза», Брюссель, 24 февраля 2025 года
3 июня 2025 года внесён в санкционный список Канады лиц, которые по данным «Фонда борьбы с коррупцией», поддерживали нападение на Украину, либо извлекали выгоду от войны

## Благотворительность
В 2013 году Альберт Авдолян основал Благотворительный фонд помощи детям-инвалидам, сиротам и тяжелобольным «Новый дом», с целью строительства в Иркутске образовательного комплекса с поселком для приемных семей «Точка будущего», которая должна стать многофункциональным образовательным комплексом для детей-сирот и инвалидов. В состав «Точки будущего» входят общеобразовательная средняя школа на тысячу учащихся, центр социальной и психологической поддержки, поселок для проживания семей с приемными детьми и детский сад. К августу 2020 года было построено 10 коттеджей.
Проект стоимостью 6 млрд рублей является личной инициативой основателя фонда «Новый дом» Альберта Авдоляна. В 2022 году начато строительство второго образовательного комплекса «Точка Будущего» в Республике Саха (Якутия). Первую сваю в основание образовательного комплекса в торжественной обстановке забили 11 октября 2022 года.   
Среди прочих благотворительных инициатив Альберта Авдоляна самый крупный частный взнос в фонд помощи пострадавшим от наводнения в Крымске, помощь пострадавшим от наводнения в Иркутске, погашение кредитов 78-летнего краеведа Светланы Пшенниковой на издание книги о земляках, погибших в Великой Отечественной войне.

## Семья
Женат, имеет четверых детей.

## Награды
- Орден «За заслуги перед Отечеством» II степени (24 сентября 2015 года, Армения) — за активную поддержку в организации и проведении мероприятий, посвящённых 100-летию Геноцида армян[39]